# Juan Carlos Sarnari
Juan Carlos Sarnari (22. ledna 1942, Santa Fe – 21. dubna 2023, Bogota) byl argentinský fotbalový útočník.

## Klubová kariéra
Hrál za CA River Plate, CA Huracán, v Chile za CD Universidad Católica a Club Universidad de Chile, v Kolumbii za Independiente Medellín a Independiente Santa Fe. S týmem Independiente Santa Fe v roce 1975 vyhrál kolumbijskou ligu. Kariéru končil v chilském týmu Deportes La Serena. V jihoamerickém Poháru osvoboditelů nastoupil v 63 utkáních a dal 29 gólů.

## Reprezentační kariéra
Za reprezentaci Argentiny nastoupil v letech 1966–1967 v 7 utkáních a dal 1 gól. Byl členem argentinské reprezentace na Mistrovství světa ve fotbale 1966, ale v utkání nenastoupil.

## Ligová bilance
| Ročník                            | Zápasy | Góly | Klub                      |
| --------------------------------- | ------ | ---- | ------------------------- |
| Primera División (Argentina) 1959 | -      | -    | CA River Plate            |
| Primera División (Argentina) 1960 | 15     | 5    | CA River Plate            |
| Primera División (Argentina) 1961 | 10     | 1    | CA River Plate            |
| Primera División (Argentina) 1962 | -      | -    | CA River Plate            |
| Primera División (Argentina) 1963 | 20     | 3    | CA Huracán                |
| Primera División (Argentina) 1964 | -      | -    | CA River Plate            |
| Primera División (Argentina) 1965 | -      | -    | CA River Plate            |
| Primera División (Argentina) 1966 | -      | -    | CA River Plate            |
| Primera División (Argentina) 1967 | -      | -    | CA River Plate            |
| Primera División (Chile) 1967     | -      | -    | CD Universidad Católica   |
| Primera División (Chile) 1968     | 32     | 10   | CD Universidad Católica   |
| Primera División (Chile) 1969     | 25     | 12   | CD Universidad Católica   |
| Primera División (Chile) 1970     | 33     | 8    | CD Universidad Católica   |
| Primera División (Chile) 1971     | 24     | 10   | CD Universidad Católica   |
| Primera División (Chile) 1972     | 34     | 19   | Club Universidad de Chile |
| Categoría Primera A 1973          | -      | 14   | Independiente Medellín    |
| Categoría Primera A 1974          | -      | -    | Independiente Medellín    |
| Primera División (Chile) 1974     | 30     | 24   | Club Universidad de Chile |
| Primera División (Chile) 1975     | 6      | 2    | Club Universidad de Chile |
| Categoría Primera A 1975          | -      | -    | Independiente Santa Fe    |
| Categoría Primera A 1976          | -      | -    | Independiente Santa Fe    |
| CELKEM                            |        |      |                           |